# Metanephrops
Metanephrops là một chi trong họ Tôm hùm càng

## Các loài
Có 18 loài đã được ghi nhận trong chi này:
- Metanephrops andamanicus (Wood-Mason, 1891)
- Metanephrops arafurensis (De Man, 1905)
- Metanephrops armatus Chan & Yu, 1991
- Metanephrops australiensis (Bruce, 1966)
- Metanephrops binghami (Boone, 1927)
- Metanephrops boschmai (Holthuis, 1964)
- Metanephrops challengeri (Balss, 1914)
- Metanephrops formosanus Chan & Yu, 1987
- Metanephrops japonicus (Tapparone-Canefri, 1873)
- Metanephrops mozambicus Macpherson, 1990
- Metanephrops neptunus (Bruce, 1965)
- Metanephrops rubellus (Moreira, 1903)
- Metanephrops sagamiensis (Parisi, 1917)
- Metanephrops sibogae (De Man, 1916)
- Metanephrops sinensis (Bruce, 1966)
- Metanephrops taiwanicus (Hu, 1983)
- Metanephrops thomsoni (Bate, 1888)
- Metanephrops velutinus Chan & Yu, 1991

Các loài khác
- Metanephrops jenkinsi Feldmann, 1989 – Hậu Cretaceous
- Metanephrops motunauensis Jenkins, 1972 – Pliocene
- Metanephrops rossensis Feldmann, 1993 – Hậu Cretaceous